# Timothy Adams (Pokerspieler)
Timothy Christopher „Tim“ Adams (* 4. Juni 1986 in Burlington, Ontario) ist ein professioneller kanadischer Pokerspieler.
Adams hat sich mit Poker bei Live-Turnieren mehr als 37,5 Millionen US-Dollar erspielt und ist damit der zweiterfolgreichste kanadische Pokerspieler. Er sicherte sich im Juni 2012 ein Bracelet bei der World Series of Poker, im Dezember 2017 den Titel beim Super High Roller der PokerStars Championship und im März 2019 sowie August 2023 jeweils den Sieg beim Main Event der Triton Poker Series. Im Jahr 2020 gewann er im Februar in Sydney sowie im März in Sotschi zweimal in Folge den Super High Roller Bowl, 2021 siegte er beim Super High Roller der European Poker Tour.

## Pokerkarriere

### Werdegang
Adams begann mit 18 Jahren mit Poker. Er spielt online unter dem Nickname Tim0thee. Auf der Plattform Full Tilt Poker erspielte er sich bis April 2016 rund 530.000 US-Dollar mit Turnierpoker. Auf PokerStars gewann er bislang über 3 Millionen US-Dollar. Sein bisher höchstes Online-Preisgeld sicherte sich der Kanadier Mitte November 2020 für seinen zweiten Platz beim Main Event der European Poker Tour Online in Höhe von rund 730.000 US-Dollar.
Seine erste Geldplatzierung bei einem Live-Turnier erzielte Adams im Mai 2007 in Verona im US-Bundesstaat New York. Anfang Juli 2007 war er erstmals bei der World Series of Poker (WSOP) im Rio All-Suite Hotel and Casino am Las Vegas Strip erfolgreich und kam bei einem Turnier der Variante No Limit Hold’em ins Geld. Bei der WSOP 2012 gewann er ein Four-Handed-Event und erhielt dafür ein Bracelet sowie eine Siegprämie von knapp 400.000 US-Dollar. Mitte September 2012 saß er am Finaltisch des Main Events der World Poker Tour in Paris und sicherte sich mit seinem vierten Platz ein Preisgeld von rund 125.000 Euro. Im Mai 2013 wurde der Kanadier beim Super High Roller der European Poker Tour (EPT) in Monte-Carlo Vierter für ein Preisgeld von 485.100 Euro. Von April bis November 2016 spielte er als Teil der Rome Emperors in der Global Poker League, verpasste mit seinem Team jedoch die Playoffs. Ende August 2016 belegte er beim EPT Super High Roller in Barcelona den dritten Platz für rund 600.000 Euro. Anfang Mai 2017 gewann Adams ein zweitägiges High-Roller-Turnier der PokerStars Championship in Monte-Carlo mit einer Siegprämie von mehr als 350.000 Euro. Mitte Oktober 2017 belegte er in Macau den siebten Platz beim Main Event der Triton Poker Series für umgerechnet 360.000 US-Dollar und wurde nur drei Tage später beim Super High Roller der Asia Championship of Poker Dritter für ein Preisgeld von umgerechnet knapp einer Million US-Dollar. Mitte Dezember 2017 gewann Adams das Super-High-Roller-Event der letzten Austragung der PokerStars Championship in Prag mit einer Siegprämie von 555.000 Euro. Im Februar 2018 belegte er beim Super High Roller der partypoker Millions Germany in Rozvadov den dritten Platz für 362.500 Euro. Ende August 2018 wurde Adams beim Super High Roller der EPT in Barcelona Vierter und erhielt rund 575.000 Euro. Mitte Januar 2019 gewann er ein 50.000 US-Dollar teures Event des PokerStars Caribbean Adventures auf den Bahamas. Das Heads-Up gegen Stephen Chidwick, mit dem sich der Kanadier zuvor auf einen Deal geeinigt und sich dadurch ein Preisgeld von rund 370.000 US-Dollar gesichert hatte, wurde mit zwei zusätzlichen Jokern im Kartendeck ausgespielt. Anfang März 2019 setzte sich Adams auch beim Main Event der Triton Series im südkoreanischen Jeju-do durch und erhielt nach einem Deal mit Bryn Kenney umgerechnet mehr als 3,5 Millionen US-Dollar. Ende April 2019 gewann Adams ein Event der EPT in Monte-Carlo mit einer Siegprämie von knapp 550.000 Euro. Anfang August 2019 erreichte er beim Triton Million for Charity in London, dem mit einem Buy-in von einer Million Pfund bisher teuersten Pokerturnier weltweit, den Finaltisch und erhielt für seinen achten Platz ein Preisgeld von umgerechnet mehr als 1,7 Millionen US-Dollar. Anfang Februar 2020 gewann Adams den Super High Roller Bowl Australia in Sydney und sicherte sich eine Siegprämie von 2,16 Millionen Australischen Dollar. Einen Monat später entschied er auch den Super High Roller Bowl Russia in Sotschi für sich und erhielt 3,6 Millionen US-Dollar. Aufgrund dieser Erfolge erspielte sich der Kanadier im Kalenderjahr 2020, in dem aufgrund der globalen COVID-19-Pandemie die Live-Pokerturnierszene weitestgehend zum Erliegen kam, so viel Preisgeld wie kein anderer Spieler. Anfang September 2021 wurde er beim Super High Roller Bowl Europe im nordzyprischen Kyrenia Vierter und erhielt über 1,1 Millionen US-Dollar. In Prag setzte sich Adams im März 2022 beim EPT Super High Roller mit einem Hauptpreis von rund 740.000 Euro durch. Im April 2022 erzielte er bei der Super High Roller Series Europe in Kyrenia einen Turniersieg sowie eine weitere Geldplatzierung und wurde Vierter beim Super High Roller Bowl Europe, was ihm Preisgelder von insgesamt über 1,4 Millionen US-Dollar einbrachte. Anfang August 2023 belegte der Kanadier bei der Triton Series in London einen vierten Platz und erhielt über 1,5 Millionen US-Dollar. Wenige Tage später gewann er zum zweiten Mal das Main Event der Turnierserie und sicherte sich sein bislang höchstes Preisgeld von knapp 4,2 Millionen US-Dollar.

### Preisgeldübersicht
Mit erspielten Preisgeldern von über 37,5 Millionen US-Dollar ist Adams nach Daniel Negreanu der zweiterfolgreichste kanadische Pokerspieler.
| Jahr      | Preisgeld (in $) | Turniersiege |
| --------- | ---------------- | ------------ |
| 2007      | 83.138           | 0            |
| 2008–2009 | 0                | 0            |
| 2010      | 44.856           | 0            |
| 2011      | 54.851           | 0            |
| 2012      | 823.298          | 1            |
| 2013      | 1.155.362        | 0            |
| 2014      | 70.205           | 0            |
| 2015      | 218.796          | 0            |
| 2016      | 1.669.636        | 1            |
| 2017      | 3.686.371        | 2            |
| 2018      | 2.416.870        | 0            |
| 2019      | 8.253.042        | 5            |
| 2020      | 5.854.376        | 3            |
| 2021      | 1.127.500        | 0            |
| 2022      | 4.010.680        | 3            |
| 2023      | 8.280.994        | 2            |
| gesamt    | 37.749.975       | 17           |